# Pardosa blanda
Pardosa blanda là một loài nhện trong họ Lycosidae.
Loài này thuộc chi Pardosa. Pardosa blanda được Carl Ludwig Koch miêu tả năm 1833.